# Рудний (притока Млинівки)
Ру́дний — річка в Україні, в межах Самбірського району Львівської області. Ліва притока Млинівки (басейн Дністра).

## Опис
Довжина річки 10 км, площа басейну 14,8 км². Річище слабозвивисте, в нижній течії випрямлене та обваловане. Заплава двостороння, місцями заболочена. У середній течії споруджено став. 

## Розташування
Витоки розташовані на північний захід від міста Самбора, між селами Дубрівкою та Бісковичами. Річка тече переважно на північний схід. Впадає до Млинівки на захід від села Бабина. 
Притоки: невеликі потічки. 